# Bogdan Czaykowski
Bogdan Czaykowski (ur. 10 lutego 1932 w Równem na Wołyniu, zm. 16 sierpnia 2007 w Vancouver) – polski poeta, krytyk literacki, tłumacz, profesor emeritus Uniwersytetu Kolumbii Brytyjskiej, był kierownikiem Katedry Slawistyki i Programu Studiów Europejskich na tej uczelni.

## Życiorys
Bogdan Czaykowski dzieciństwo spędził na Wołyniu i Polesiu. W 1938 rozpoczął naukę w szkole w Brześciu nad Bugiem. W 1940 wywieziony był wraz z rodzicami w głąb Związku Sowieckiego. Przebywał w kołchozach w Kujbyszewie, Samarkandzie, obozach dla uchodźców w Aszchabadzie i Meszhedzie.
W roku 1942 przedostał się wraz z matką do Iranu. Okres od grudnia 1942 do 1946 spędził w Indiach, w polskim sierocińcu w Balachadi, gdzie skończył szkołę powszechną. Brał tu udział w licznych imprezach artystycznych, między innymi śpiewał polskie piosenki na przyjęciach u maharadży Dżamnagaru Jam Saheba Digvijayasinhaji i występował w głównej roli w inscenizacji Kordiana. Zanotował tu także swoje pierwsze wiersze. Po przeprowadzce do obozu w Valivade koło Kolhapuru uczęszczał do polskiego gimnazjum. Zaczął tu tłumaczyć na język polski Gitajali – Pieśni ofiarne Rabindranatha Tagore, za które ten indyjski poeta w 1912 dostał Nagrodę Nobla. W marcu 1948 roku wypłynął statkiem z Bombaju do Anglii.
Tu kontynuował rozpoczętą w Indiach edukację. Uczęszczał do Liceum i Gimnazjum Polskiego im. M.Kopernika w Bottisham; zdał polską i angielską maturę w 1950. Następnie studiował historię nowożytną w University College w Dublinie, w Irlandii, a od 1955 – polonistykę w London School of Slavonic and East European Studies. Dyplom magistra uzyskał w 1959 roku na podstawie pracy o polskich manifestach poetyckich 1887-1930.
Od 1955 roku aktywnie uczestniczył w życiu literackim polskich studentów na emigracji. Redagował „Życie Akademickie”, w latach 1956-1958 należał do redakcji „Merkuriusza Polskiego”, a w 1959 do redakcji „Kontynentów – Nowego Merkuriusza”. Od stycznia 1959 roku do połowy 1962 był redaktorem naczelnym „Kontynentów”. Działał też w Zarządzie Głównym Zrzeszenia Studentów i Absolwentów Polskich na Uchodźstwie. Członek Polskiego Towarzystwa Naukowego na Obczyźnie (od 1970).
W 1962 Czaykowski przeniósł się do Kanady, gdzie podjął pracę jako wykładowca literatury polskiej i historii Polski na University of British Columbia w Vancouver, B.C., pozostając tam aż do przejścia na emeryturę w roku 1997. Od 1974 był kierownikiem katedry slawistyki.
Drukował w czołowych pismach literackich na emigracji i w kraju. Doskonale dwujęzyczny, oprócz prac własnych publikował również liczne przekłady z języka angielskiego. Tłumaczył też poezję polską na język angielski. Był laureatem wielu nagród literackich, m.in. Nagrody Młodych Związku Pisarzy Polskich na Obczyźnie (1960), Nagrody Fundacji im.Kościelskich (1964) i Poetyckiej Nagrody im. K.Wierzyńskiego (1969).

## Publikacje
Bogdan Czaykowski opublikował osiem tomów wierszy:
- Trzciny czcionek (1957),
- Reductio ad absurdum i przezwyciężenie (1958),
- Sura (Londyn 1961),
- Spór z granicami (Paryż 1964),
- Point-no-Point (Instytut Literacki 1971, Paryż),
- Ziemioskłon (PFW, Toronto, 2006)
- Wiatr z mojej strony. Wiersze zebrane z lat 1953-1989 (Znak 1990)
- Jakieś ogromne szczęście. Zbiór wierszy z lat 1956-2006 (Znak 2007).

Czaykowski ujęty jest w wielu ważniejszych antologiach i zbiorach w kraju i na emigracji. Jak pisze o nim Maria Danilewicz-Zielińska w „Szkicach o literaturze emigracyjnej”, cechą pisarstwa Czaykowskiego jest: przenoszenie doświadczeń angielskich na grunt polski. W jego poetyckiej twórczości uderzają postępy w operowaniu trudną materią słowną: polszczyzną, która nie tylko nie uległa skażeniu, ale wręcz wzbogaciła się pod „latarniczym vancouverskim adresem”, gdzie potrafił sobie stworzyć warsztat pracy (...). Dzielenie losu na „dwie niedorzeczywistości” i zawieszenie „ni tu, ni tam” nie okazało się przeszkodą w twórczości Czaykowskiego. Niezmiennie przewija się w niej wątek emigracyjnego losu, rozrachunek z polskimi mitami.
- Merkuriusz Polski (Londyn)
- Kontynenty (Londyn)
- Kultura (Paryż)
- Strumień (Vancouver)
- Więź (Polska)
- Poezja (Polska)
- Fraza (Polska)
- brulion (Polska)
- Twórczość (Polska)

i inne.